# 東北町立上北小学校
東北町立上北小学校（とうほくちょうりつ かみきたしょうがっこう）は、青森県上北郡東北町にある公立小学校。

## 沿革
- 1948年（昭和23年）
  - 2月17日 - 上野字南谷地31番地の旧小川原小学校校舎を買収移築し、上野小学校沼崎分教室として創立。
  - 3月31日 - 上野小学校から独立し、浦野舘村立沼崎小学校と改称。
  - 11月19日 - 校歌制定。
- 1961年（昭和36年）9月1日 - 昭和の大合併により、上北町立沼崎小学校と改称。
- 1962年（昭和37年）7月9日 - 校旗樹立。
- 1971年（昭和46年）3月24日 - 上野字堤向22番地に建設した新校舎に移転（第一期工事落成）。
- 1972年（昭和47年）4月1日 - 上野・新山の両小学校を統合。
- 2005年（平成17年）3月31日 - 平成の大合併により、東北町立上北小学校と改称。
- 2017年（平成29年）4月1日 - 上北第一小学校と小川原小学校を統合[1]。

## アクセス
- 東北町民バス「上北小」バス停下車。
- 青い森鉄道青い森鉄道線上北町駅から、上述の町民バスで「上北小」バス停まで10分（逆方向の駅方面行は11分）、徒歩で約1.6km・約24分。

## 周辺
- 青森県道165号上野十和田線
- 栄町集会所
- 社会福祉法人上北福祉会社わかさぎ保育園 - 進級前保育園のひとつ
- 南総合運動公園

## 参考資料
- 『上北町史歴史年表』（上北町発行）73頁(昭和23年)～92頁(昭和61年)
- 『青森県教育史 別巻』（青森県教育委員会・1973年12月20日発行）「学校沿革 小学校」817頁「上北小学校」